# Dominik Senator
Dominik Patryk Senator (ur. 2 sierpnia 1991 w Łodzi) – polski tancerz baletowy, pierwszy solista Teatru Wielkiego w Łodzi.

## Życiorys
W 2010 ukończył Ogólnokształcącą Szkołę Baletową im. Feliksa Parnella w Łodzi. Jest absolwentem okcydentalistyki (2020) i magistrem historii sztuki (2022) na Wydziale Filozoficzno-Historycznym Uniwersytetu Łódzkiego.
Od 2010 występuje w Teatrze Wielkim w Łodzi, z przerwą w latach 2012–2013, gdy był tancerzem w Teatrze Wielkim im. Stanisława Moniuszki w Poznaniu. Od 2019 jest pierwszym solistą Teatru Wielkiego w Łodzi, jako pierwszy solista zadebiutował rolą Beethovena-Człowieka w balecie „Cisza/Silence” Ivana Cavallariego z muzyką Ludwiga van Beethovena podczas inauguracji XXV Łódzkich Spotkań Baletowych.
W 2021 nominowany do XV Teatralnych Nagród Muzycznych im. Jana Kiepury w kategorii Najlepszy tancerz (klasyka), a w 2023 do XVII Teatralnych Nagród Muzycznych im. Jana Kiepury także w kategorii Najlepszy tancerz (klasyka) za rolę Casanovy w spektaklu „Casanova” w Teatrze Wielkim w Łodzi, otwierającym XXVI Łódzkie Spotkania Baletowe.
W 2023 otrzymał Honorowy Medal 600-lecia Miasta Łodzi „za działania na rzecz rozwoju Łodzi przyznawane z okazji 600-lecia Miasta”.

## Ważniejsze role[9]
- Fatum – „Romeo i Julia”, Jerzy Makarowski/Sergiusz Prokofiew
- Taniec neapolitański – „Jezioro łabędzie”, Giorgio Madia/Piotr Czajkowski
- Leński – „Oniegin”, Vasily Medvedev/ Piotr Czajkowski
- Krassus – „Spartakus”, Kirill Simonov/Aram Chaczaturian (2017)
- Książę – „Królewna Śnieżka”, Witold Borkowski/ Bogdan Pawłowski
- Szpieg, Maks, Karol Borowiecki – „Ziemia obiecana”, Gray Veredon/Franz von Suppé, Michael Nyman
- Kosmonauta, taniec włoski, Grand pas de deux – „Dziadek do orzechów”, Giorgio Madia/Piotr Czajkowski
- Beethoven-Człowiek – „Cisza/Silence”, Ivan Cavallari/ Ludwig van Beethoven (2019)
- Torreador, Espada – „Don Kichot”, Aleksander Polubentsev z wykorzystaniem choreografii Mariusa Petipy i Alexandra Gorsky’ego/Ludwig Minkus
- Pas de troi z baletu „Korsarz”, trio „Sinner Man”, „Tango” – „Gala baletowa”
- Szofer – „My fair lady”, Frederick Loewe
- solo – „Aida”, Giuseppe Verdi
- Żywioł powietrza – „Człowiek z manufaktury”, Rafał Janiak
- Ptak – „Anna Bolena”, Gaetano Donizetti
- John – „Grek Zorba” Lorka Massine/Mikis Theodorakis (2020)
- solo i duet – „Bolero” Jacek Przybyłowicz/Maurice Ravel (2022)
- Adagio III Ruch – „Displaced”, Joshua Legge/Edward Elgar (2022)[1]
- Casanova – „Casanova” Gray Veredon/Antonio Vivaldi (2022)[6]
- Albert – „Giselle”, Adolphe Adam (2024)[10]